# Los Científicos
Los Científicos fue un grupo de  políticos, intelectuales y hombres de negocios que influyeron, en gran medida, sobre la vida política de México durante los últimos años del porfiriato Ya que hubo una influencia muy grande fue que esto se denomina de dicha manera. El nombre proviene del español. Los Científicos eran científicos, un grupo que adoptó un enfoque científico (tecnocrático) para reconstruir México. Los Científicos eran representantes de la clase media: ex abogados, periodistas, funcionarios. Los científicos debían su posición únicamente al presidente Porfirio Díaz. El grupo de los Científicos tampoco contaba con apoyo en el ejército ni en los círculos del gobierno estatal [1] .
Los Científicos se adhirieron a la filosofía del positivismo. La popularización de esta enseñanza comenzó en la década de 1860, cuando un seguidor de Auguste Comte. Gabino Barreda, organizó la Escuela Nacional Preparatoria en la Ciudad de México, de la que posteriormente surgieron muchos líderes mexicanos  Por lo tanto, los científicos buscaron gobernar el Estado utilizando métodos científicos. Combinando las ideas del positivismo y el darwinismo social, los científicos consideraban a la población indígena incapaz de modernizar a México. Por tanto, intentaron copiar la experiencia europea y atraer colonos europeos al país. Un punto importante del programa Científicos era atraer capital europeo para crear un contrapeso a los inversionistas estadounidenses que ya empezaban a ser una amenaza. Los Científicos intentaron conciliar la idea liberal de libertad política con la exigencia conservadora de orden y estabilidad.
Sin embargo, a menudo abusaron de su posición. Por ejemplo, sólo se podrían adquirir concesiones rentables consiguiendo su apoyo. O los científicos podrían, sabiendo por dónde pasaría el ferrocarril, comprar estas tierras por adelantado a través de prestanombres y luego venderlas al Estado a un precio varias veces mayor.
No existe consenso entre los historiadores sobre el papel de los científicos. El historiador Alan Knight señala que el poder de los Científicos, a pesar de toda su riqueza y conexiones, era limitado y dependía de Porfirio Díaz. Su influencia se extendió sólo a la Ciudad de México, donde los científicos tenían cargos en ministerios, en el Congreso y contactos comerciales. Salvo raras excepciones, no tenían ningún poder en la provincia. También sería una simplificación identificar a este grupo con Porfirio Díaz. Los Científicos eran sólo uno de los grupos de élite y el presidente no siempre hizo caso de sus consejos. Por ejemplo, otro grupo influyente, apoyado por la burguesía nacional, estaba formado por grandes terratenientes y ex generales, encabezados por Bernardo Reyes.
Desde la formación del grupo hasta su muerte en 1895, el líder de los Científicos fue el suegro de Porfirio Díaz, Manuel Romero Rubio. Luego su lugar lo ocupó José Ives Limantour. Uno de los principales ideólogos del grupo fue el historiador y profesor Justo Sierra. También pertenecía a los Científicos Emilio Rabasa.

## Marco histórico
Hacia 1890, el presidente Porfirio Díaz enfrentó una crisis financiera provocada por la pérdida de cosechas, debido a las sequías y a la devaluación del peso, moneda nacional del país, debido a la depreciación de la plata en los mercados mundiales. Adicionalmente la guerra del Yaqui en el noroeste y una rebelión sin trascendencia liderada por Catarino Garza en el noreste habían perturbado la paz en el país. De esta forma el porfirismo, que se había cimentado en la paz y en la prosperidad, se vio amenazado en las elecciones federales de 1892.
El 5 de abril de 1892 se creó por iniciativa de Manuel Romero Rubio, Secretario de Gobernación, la Unión Liberal que apoyó la reelección del general Díaz; más tarde, este grupo llegó a conocerse como los Científicos porque apoyaban sus argumentos en la teoría positivista de Augusto Comte. A la muerte de Manuel Romero Rubio quien fue su original líder y protector, José Yves Limantour, Secretario de Hacienda de 1892 a 1911, asumió el liderazgo de los científicos.
El apelativo de "Los Científicos" se consolidó cuando estos políticos afirmaron que tenían el propósito de "abogar por la dirección científica del gobierno y el desarrollo científico del país". En México, el término de los Científicos se aplicó de forma irónica a todos los positivistas.

## Características del grupo
Fue una generación nacida entre 1840 y 1856, la mayoría de ellos eran capitalinos puros, y los que no, eran gente urbana distanciada de la vida provinciana. Fueron considerados como los "niños bonitos" por la gente de pocos recursos. De alguna u otra manera se infiltraron en el mundo de las finanzas logrando, algunos de ellos, amasar grandes fortunas. Tendían hacia el conservadurismo, la oligarquía y la tecnocracia y eso sería todo.
Tomaron como modelo a Francia, pretendían reformar el ramo de la guerra; sustituir el sistema tributario apoyándose en el catastro y en las estadísticas;  eliminar las aduanas interiores, así como reducción de tarifas arancelarias; atraer colonos y capitales extranjeros mediante una política comercial; mejoramiento de la enseñanza pública y de la justicia; y desde luego, prever una reforma para el sistema de sustitución del presidente para evitar "peligros graves" al régimen oligárquico y técnico. Los Científicos  esperaban que Porfirio Díaz, por su avanzada edad, algún día les daría la oportunidad de sucederlo en el gobierno del país.

## Integrantes
Entre los integrantes de este grupo, los cuales no eran más de cincuenta, destacan los siguientes: Francisco Bulnes, Sebastián Camacho, Joaquín Demetrio Casasús, Ramón Corral, Francisco Cosmes, Enrique C. Creel, Alfredo Chavero, Manuel Flores, Guillermo Landa y Escandón, José Yves Limantour, Miguel S. Macedo, Pablo Macedo, Antonio V. Hernández, Jacinto Pallares, Porfirio Parra, Emilio Pimentel, Fernando Pimentel y Fagoaga, Emilio Rabasa, Rafael Reyes Spíndola, Olegario Molina y Justo Sierra Méndez.
Porfirio Díaz basó muchas de las decisiones de su política en estos veinte individuos del grupo de los Científicos, pero también confío a otro grupo independiente de cinco hombres otras secretarías de estado: Joaquín Baranda, Diódoro Batalla, Teodoro Dehesa, José López Portillo y Rojas, y Bernardo Reyes. Porfirio Díaz tuvo la habilidad de contar con la ayuda y asesoría de los Científicos —tratándolos de forma individual y nunca en forma de grupo— manteniéndolos alejados en las cuestiones de orden público.

## Galería

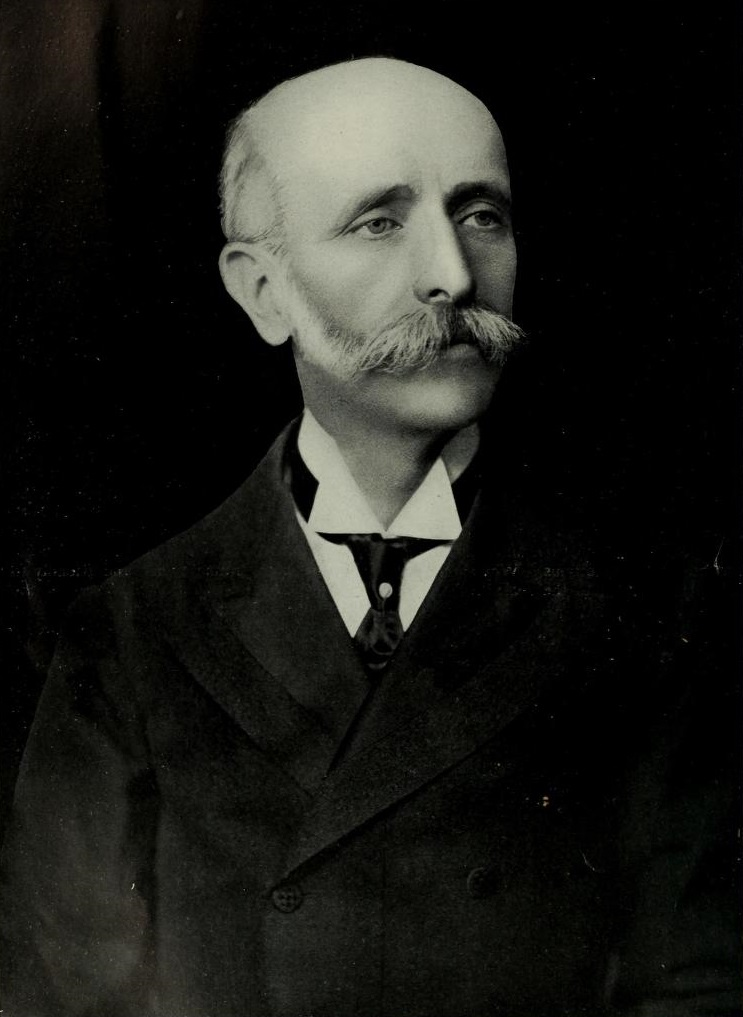
José Yves Limantour
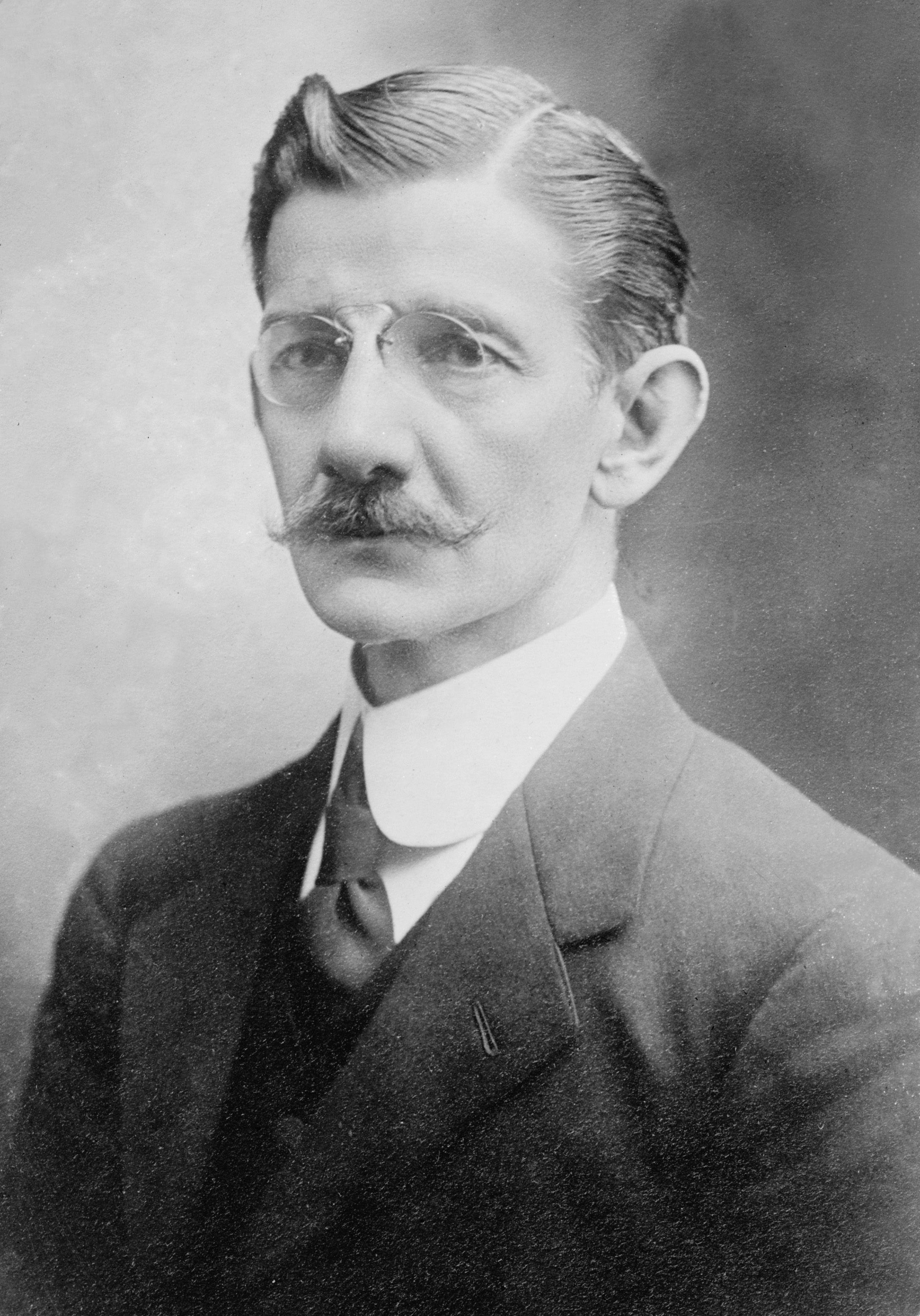
Emilio Rabasa
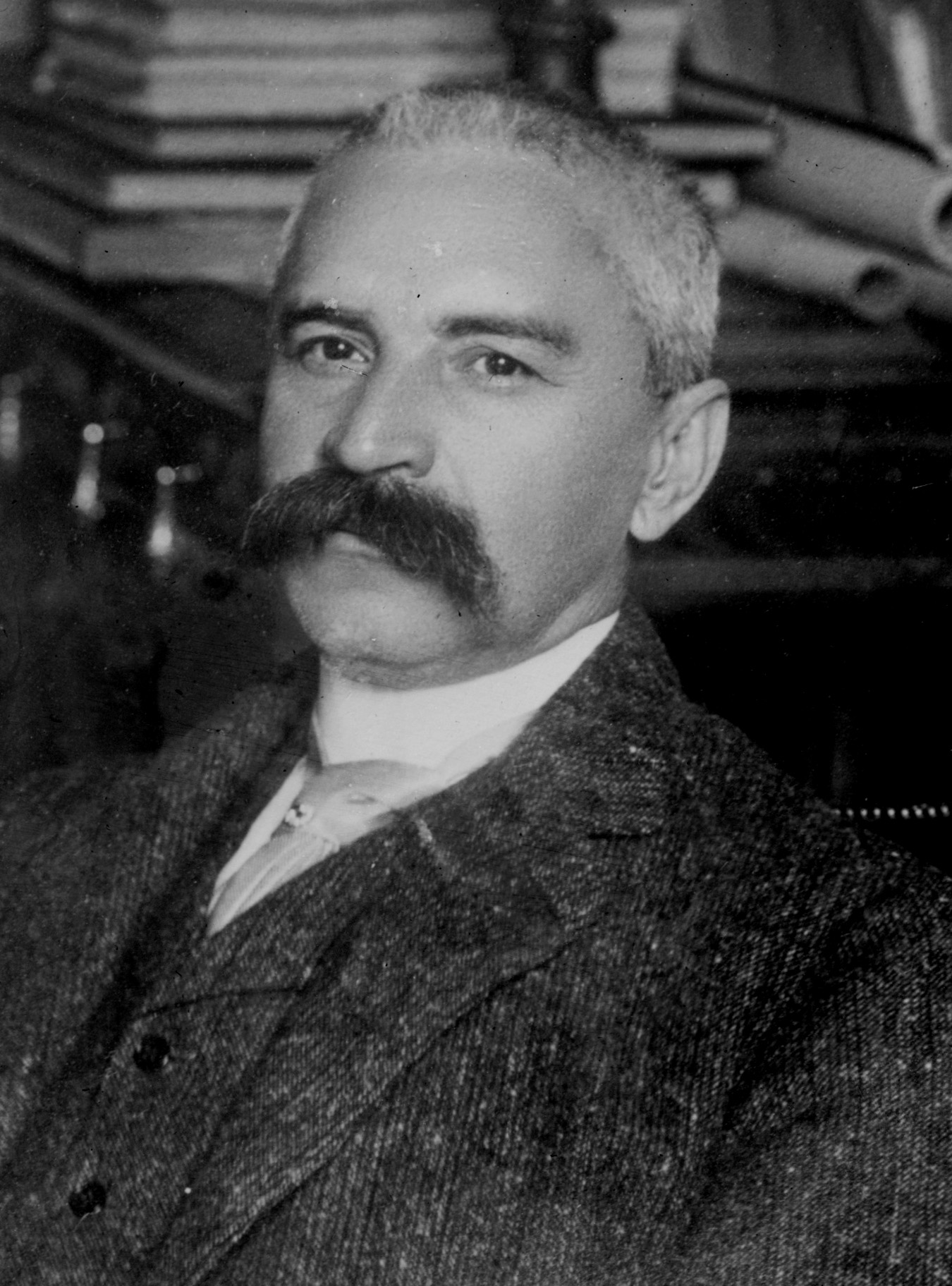
Ramón Corral
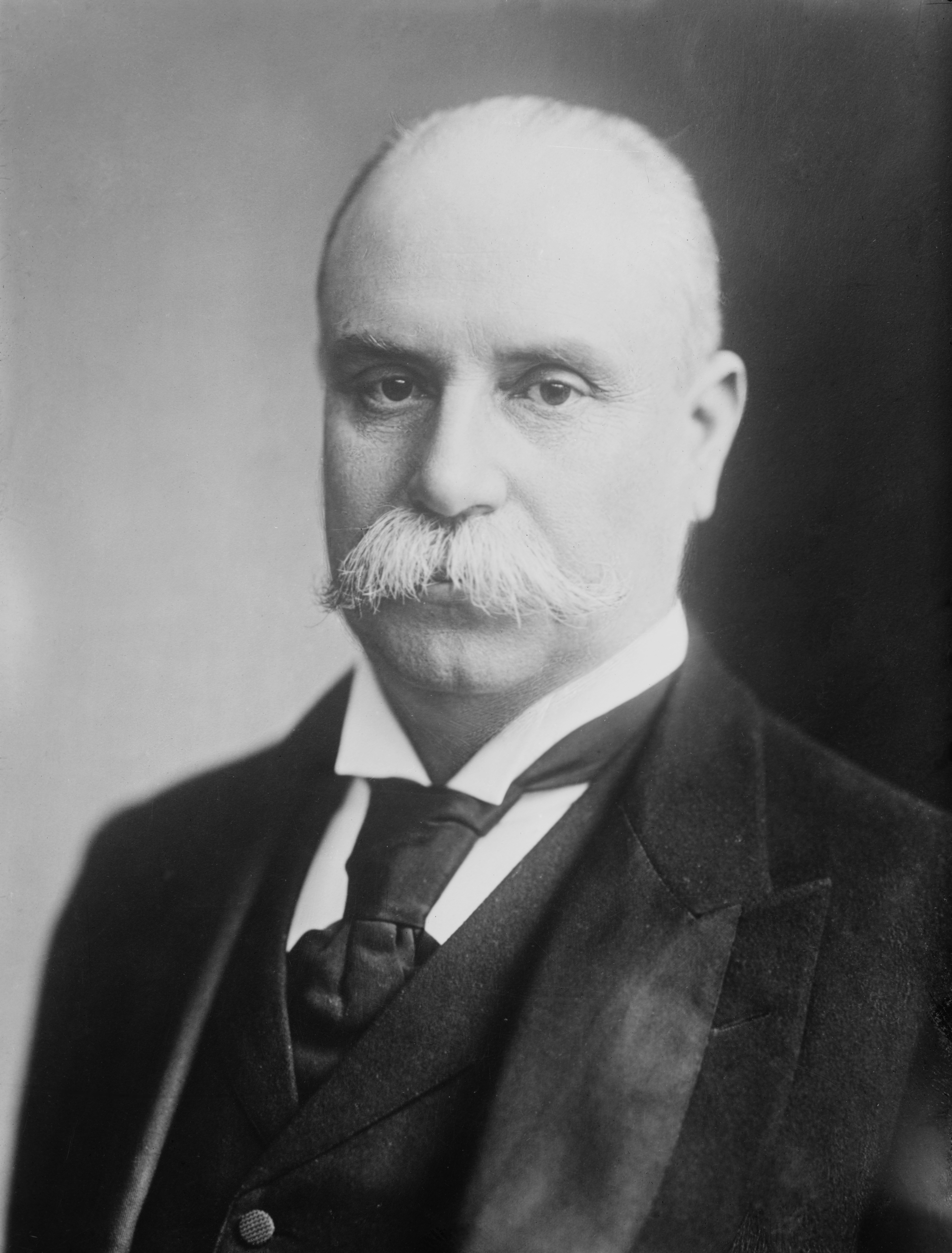
Enrique C. Creel
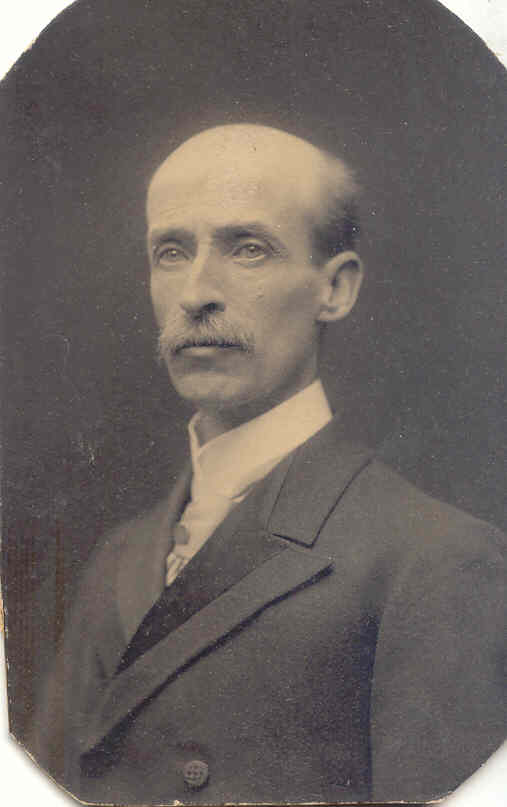
Pablo Macedo
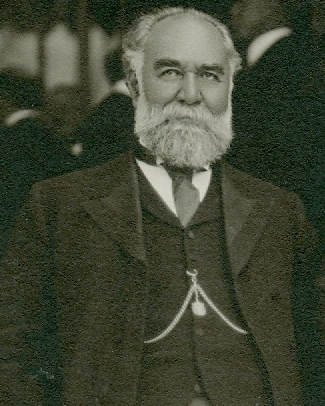
Antonio V. Hernández
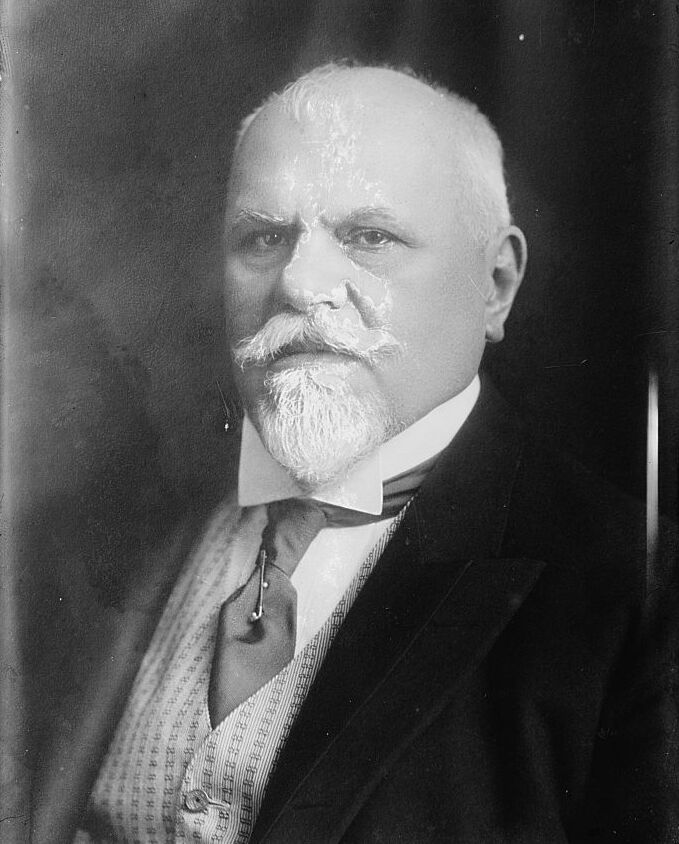
Justo Sierra Méndez